# Антон Мусаков
Антон Кръстев Мусаков е български офицер от Държавна сигурност (генерал-лейтенант).

## Биография
Антон Мусаков е роден 26 декември 1932 година в Българене, Свищовско, в бедно семейство. От 1946 година е член на комунистическия Работнически младежки съюз. През 1956 година завършва философия в Софийския университет, след което започва работа като инструктор в Околийския комитет на Димитровския комунистически младежки съюз (ДКМС) в Плевен.
През следващите години Мусаков постепенно се издига в апарата на ДКМС, като през 1959 година става секретар на Окръжния комитет в Плевен, през 1960 година е приет за член на Българската комунистическа партия (БКП) и оглавява отдела „Средношколска младеж“ в Централния комитет на ДКМС в София, през 1962 година става член на Централния комитети и оглавява окръжната организация на ДКМС в Кърджали, а след това е директор на Централната комсомолска школа „Георги Димитров“.
В средата на 1966 година Антон Мусаков е назначен на работа в Държавна сигурност, като веднага получава звание капитан и поста на началник на отделение „Чуждестранни студенти, вражески прояви сред младежта и спорта“ в политическата полиция. През 1967 – 1968 година преминава петмесечен курс в школа на КГБ в Съветския съюз. Играе важна роля в дейността на политическата полиция около проведения през лятото на 1968 година в София Международен младежки фестивал, за което е предсрочно повишен в майор, а малко след това става заместник-началник на особено важния 06 отдел („антидържавни прояви“) в Шесто управление на Държавна сигурност. През април 1971 година е повишен в подполковник и става заместник-началник на Софийско градско управление на Министерството на вътрешните работи (МВР), където отговаря за контраразузнавателните подразделения на Държавна сигурност.
На 11 януари 1974 година Мусаков оглавява организацията на БКП в МВР, като получава ранг на първи заместник-началник на управление, а малко след това е повишен в полковник. Той остава на този пост до 26 януари 1978 година, след което е преназначен като първи заместник-началник на Шесто управление. На 18 януари 1985 година той става началник на управлението, а през април 1986 година е избран и за кандидат-член на Централния комитет на БКП.
В началото на 1989 година Антон Мусаков се застъпва за по-твърди мерки срещу възникващите по това време опозиционни групи извън контрола на режима, а на 16 февруари оглавява новосъздаден щаб за противодействие срещу тях. През ноември 1989 година правителството е подложено на силен натиск за закриване на силно непопулярното Шесто управление. На 5 януари 1990 година управлението е слято с Второ главно управление, като на 3 януари е издадена заповед за освобождаването на Мусаков като началник и пенсионирането му от 1 юли същата годин.
През 1991 година Мусаков издава мемоарната книга „Шесто: Спомени на последния началник на VI управление в Държ. сигурност“, в която се стреми да оправдае дейността на управлението и Държавна сигурност, описвайки ги като само малка част от всеобхватната система за контрол на тоталитарния режим. През май 1991 година той се връща в родното си село, където през следващите години се занимава със земеделие.
Антон Мусаков умира през 1998 година.

## Награди
- Медал „25 години органи на МВР“ (1969)[3]
- Орден „Дружба на народите“, СССР (1974)[3]
- Медал „39 години КНБ“, Чехословакия (1975)[3]
- Орден „Народна република България“ II степен (1982)[3]
- Медал „1300 години България“ (1983)[3]
- Медал „За заслуги за сигурността и обществения ред“ (1983)[3]
- Орден „За заслуги към народа и отечеството“, бронзов, Източна Германия (1985)[3]
- Орден „Народна република България“ I степен (1986; за заслуги по т.нар. „Възродителен процес“)[7]
- Орден „Народна република България“ III степен (1989)[3]